# Nuoto ai campionati europei di nuoto 2016 - Staffetta 4x100 metri misti femminile
La staffetta 4x100 m misti femminile degli Europei 2016 si è svolta il 22 maggio 2016. Le batterie si sono svolte la mattina, mentre la finale si è svolta la sera dello stesso giorno.

## Medaglie
| Posizione | Oro | Argento                                                                              | Bronzo                                                               |
| --------- | --- | ------------------------------------------------------------------------------------ | -------------------------------------------------------------------- |
| Paese     | Regno Unito | Italia                                                                               | Finlandia                                                            |
| Atleti    | Kathleen Dawson Chloe Tutton Siobhan-Marie O'Connor Francesca Halsall Georgia Davies* Molly Renshaw* Laura Stephens* Harriet Cooper* | Carlotta Zofkova Martina Carraro Ilaria Bianchi Erika Ferraioli Arianna Castiglioni* | Mimosa Jallow Jenna Laukkanen Emilia Pikkarainen Hanna-Maria Seppälä |

L'asterisco indica le nuotatrici che hanno nuotato solo in batteria ma hanno ugualmente ricevuto la medaglia.

## Record
Prima della manifestazione il record del mondo (RM), il record europeo (EU) ed il record dei campionati (RC)   erano i seguenti.
| Record mondiale       | 3'52"05 | Stati Uniti | 4 agosto 2012 Londra, Regno Unito |
| Record europeo        | 3'55"24 | Svezia      | 9 agosto 2015 Kazan', Russia      |
| Record dei campionati | 3'55"62 | Danimarca   | 24 agosto 2014 Berlino, Germania  |

Durante la competizione non sono stati migliorati record.

## Risultati

### Batterie
Le batterie sono state disputate alle 09.59 ora locale.
| Pos | Batteria | Corsia | Nazione     | Nuotatrici | Tempo   | Note |
| --- | -------- | ------ | ----------- | --- | ------- | ---- |
| 1   | 1        | 8      | Svezia      | Ida Lindborg (1'01"54) Jennie Johansson (1'06"11) Stina Gardell (59"89) Louise Hansson (55"45)                               | 4'02"99 | Q    |
| 2   | 1        | 4      | Finlandia   | Mimosa Jallow (1'01"21) Jenna Laukkanen (1'06"85) Emilia Pikkarainen (59"78) Hanna-Maria Seppälä (55"56)                     | 4'03"40 | Q    |
| 3   | 1        | 5      | Italia      | Carlotta Zofkova (1'01"17) Arianna Castiglioni (1'08"35) Ilaria Bianchi (59"07) Erika Ferraioli (54"90)                      | 4'03"49 | Q    |
| 4   | 1        | 2      | Regno Unito | Georgia Davies (1'00"51) Molly Renshaw (1'08"77) Laura Stephens (59"15) Harriet Cooper (55.10)                               | 4'03"53 | Q    |
| 5   | 2        | 3      | Rep. Ceca   | Simona Baumrtová (1'01"20) Martina Moravčíková (1'07"71) Lucie Svěcená (58"86) Anna Kolařová (56"13)                         | 4'04"25 | Q    |
| 6   | 2        | 2      | Polonia     | Alicja Tchórz (1'01"16) Dominika Sztandera (1'09"28) Anna Dowgiert (59"15) Aleksandra Urbańczyk (55"87)                      | 4'05"46 | Q    |
| 7   | 2        | 8      | Belgio      | Jade Smits (1'04"55) Fanny Lecluyse (1'07"71) Kimberly Buys (58"25) Lotte Goris (55"66)                                      | 4'06"17 | Q    |
| 8   | 1        | 7      | Islanda     | Eygló Ósk Gústafsdóttir (1'00"96) Hrafnhildur Lúthersdóttir (1'06"51) Jóhanna Gústafsdóttir (1'03"12) Bryndís Hansen (55"78) | 4'06"37 | Q    |
| 9   | 2        | 7      | Turchia     | Ekaterina Avramova (1'01"24) Viktoriya Zeynep Güneş (1'08"29) Gizem Bozkurt (1'01"14) Ilknur Nihan Cakici (55"87)            | 4'06"54 |      |
| 10  | 1        | 1      | Slovacchia  | Katarína Listopadová (1'01"69) Andrea Podmaníková (1'10"37) Barbora Misendová (1'00"79) Miroslava Syllabová (55"83)          | 4'08"68 |      |
| 11  | 2        | 6      | Svizzera    | Martina van Berkel (1'04"15) Lisa Mamie (1'10"82) Maria Ugolkova (58"95) Noemi Girardet (55"29)                              | 4'09"21 |      |
| 12  | 1        | 3      | Austria     | Caroline Pilhatsch (1'02"25) Lena Kreundl (1'11"57) Birgit Koschischek (59"15) Lisa Zaiser (56"15)                           | 4'09"42 |      |
| 13  | 2        | 5      | Ungheria    | Kata Burián (1'03"14) Dalma Sebestyén (1'09"09) Adél Juhász (1'02"35) Réka György (57"47)                                    | 4'12"05 |      |
| 14  | 2        | 4      | Portogallo  | Francisca Gomes Azevedo (1'04"66) Ana Pinho Rodrigues (1'10"32) Ana Catarina Monteiro (1'00"39) Ana Sofia Leite (58"46)      | 4'13"83 |      |
| -   | 2        | 1      | Francia     | DSQ | DSQ     | DSQ  |
| -   | 1        | 6      | Israele     | DSQ | DSQ     | DSQ  |

### Finale
La finale è stata disputata alle 17.06 ora locale.
| Pos | Corsia | Nazione     | Nuotatrici | Tempo   | Note |
| --- | ------ | ----------- | --- | ------- | ---- |
|     | 6      | Regno Unito | Kathleen Dawson (59"82) Chloe Tutton (1'06"94) Siobhan-Marie O'Connor (57"69) Francesca Halsall (54"12)                      | 3'58"57 |      |
|     | 3      | Italia      | Carlotta Zofkova (1'01"07) Martina Carraro (1'07"18) Ilaria Bianchi (58"36) Erika Ferraioli (54"12)                          | 4'00"73 |      |
|     | 5      | Finlandia   | Mimosa Jallow (1'00"42) Jenna Laukkanen (1'06"42) Emilia Pikkarainen (59"56) Hanna-Maria Seppälä (55"09)                     | 4'01"49 |      |
| 4   | 2      | Rep. Ceca   | Simona Baumrtová (1'01"34) Martina Moravčíková (1'07"65) Lucie Svěcená (58"27) Anna Kolařová (55"47)                         | 4'02"73 |      |
| 5   | 4      | Svezia      | Ida Lindborg (1'02"06) Jennie Johansson (1'06"50) Stina Gardell (59"77) Louise Hansson (54"98)                               | 4'03"31 |      |
| 6   | 8      | Islanda     | Eygló Ósk Gústafsdóttir (1'01"14) Hrafnhildur Lúthersdóttir (1'06"21) Bryndís Hansen (1'00"09) Jóhanna Gústafsdóttir (57"62) | 4'05"06 |      |
| 7   | 1      | Belgio      | Jade Smits (1'04"34) Fanny Lecluyse (1'07"38) Kimberly Buys (58"06) Lotte Goris (55"45)                                      | 4'05"23 |      |
| 8   | 7      | Polonia     | Alicja Tchórz (1'01"88) Dominika Sztandera (1'10"21) Anna Dowgiert (58"77) Aleksandra Urbańczyk (55"96)                      | 4'06"82 |      |